# Charles W. Cathcart

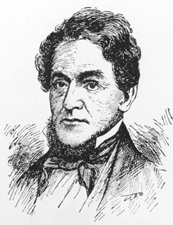
Charles W. Cathcart

Charles William Cathcart (* 24. Juli 1809 in Funchal, Portugal; † 22. August 1888 bei La Porte, Indiana) war ein US-amerikanischer Politiker der Demokratischen Partei, der den Bundesstaat Indiana in beiden Kammern des Kongresses vertrat.

## Leben
Charles Cathcart wurde auf Madeira geboren, wo sein Vater als Konsul der Vereinigten Staaten fungierte. Später lebte die Familie in Spanien, ehe 1819 die Rückkehr in die USA erfolgte. Cathcart fuhr danach zunächst zur See, ehe er 1830 nach Washington, D.C. zog und dort als Beamter für das General Land Office arbeitete. Schließlich ließ er sich 1833 in Indiana nieder. Er wurde Friedensrichter im LaPorte County und betätigte sich in der Landwirtschaft sowie als Landvermesser.
1837 übernahm Charles Cathcart sein erstes politisches Amt, als er in den Senat von Indiana gewählt wurde, in dem er bis 1840 verblieb. Einige Jahre später zog er für die Demokraten ins Repräsentantenhaus der Vereinigten Staaten ein; diesem gehörte er zwischen dem 4. März 1845 und dem 3. März 1849 an. Am 6. Dezember 1852 erfolgte dann die Ernennung zum US-Senator als Nachfolger des verstorbenen James Whitcomb. Bereits am 18. Januar 1853 schied er wieder aus dem Senat aus. Ein weiterer Versuch, ins Repräsentantenhaus gewählt zu werden, verlief 1860 erfolglos.
Cathcart zog sich danach aus der Politik zurück und beschränkte sich auf seine landwirtschaftliche Tätigkeit. 1888 starb er auf seiner Farm in der Nähe von La Porte.